# Halacritus glabrus
Halacritus glabrus är en skalbaggsart som beskrevs av Wenzel 1944. Halacritus glabrus ingår i släktet Halacritus och familjen stumpbaggar. Inga underarter finns listade i Catalogue of Life.